# Liu Zhiyu
Liu Zhiyu (刘治宇; Shenzhen, 5 de janeiro de 1993) é um remador chinês, medalhista olímpico.

## Carreira
Zhiyu conquistou a medalha de bronze nos Jogos Olímpicos de Verão de 2020 em Tóquio na prova de skiff duplo masculino, ao lado de Zhang Liang, com o tempo de 6:03.63.